# 辛家寨乡
辛家寨乡是中国陕西省西安市周至县下辖的一个乡。

## 行政区划
辛家寨乡下辖以下行政区：
辛家寨社区、恒洲村、五合村、渭友村、上三高村、下三高村、新建村、蔡家村、金家庄村、大中村、大东村、和平村、沙河村、高庙村